# Gif Tower Defense
Gif Tower Defense  (traducción al español: Defensa de Torres de Gif)
es un videojuego creado por desarrolladores independientes del género tower defense, que consiste en situar torres de manera estratégica para impedir que los Gifs enemigos alcancen su meta. Cada vez que un enemigo alcanza la meta el jugador pierde una vida. Dispone de varios niveles de juego y en algunos de ellos los jugadores pueden competir entre sí. Asimismo cada jugador puede crear sus propios niveles mediante un editor y compartirlos con el resto de la comunidad del juego.

## Modo de juego Survival
El jugador elige el nivel al que quiere jugar de entre todos los publicados. Su misión consiste en sobrevivir el máximo tiempo posible evitando que los Gifs enemigos alcancen la meta. Para ello el jugador dispone de tres tipos de torres: láser, lanzamisiles y generadores de vidas.

## Modo de juego Today's Fight
El jugador solamente puede jugar una vez al día en un nivel aleatorio que elige el juego. Las puntuaciones obtenidas son mostradas al día siguiente y el jugador obtiene puntos de experiencia según su posición en la clasificación. La dinámica del juego es similar al modo Survival.

## Editor de niveles
Los jugadores pueden crear sus propios niveles y compartirlos con la comunidad de jugadores mediante un editor de niveles.

## Tecnologías
Gif Tower Defense ha sido desarrollado en HTML5 utilizando la librería procesing.js Archivado el 13 de marzo de 2012 en Wayback Machine. para su implementación. Además utiliza tecnologías web PHP, MySQL, CSS y la librería jquery para proporcionar funcionalidades AJAX.

## Sitios Externos
- - Sitio del Juego

- Datos: Q5879388